# Elias Smekens
Elias Smekens (Antwerpen, 12 oktober 1987) is een Belgische radiopresentator en zanger.

## Radio
Smekens maakte zijn debuut als radiopresentator reeds toen hij 12 jaar was, in het programma Dagboek van een bronstige neushoorn op de Antwerpse lokale zender Radio Centraal. Van daaruit stapte hij over naar lokale concurrent O radio. Zijn nationale radiocarrière startte toen hij eind 2005 deelnam aan een talentenjacht bij Radio Donna, waarbij werd gezocht naar een medepresentator voor het toenmalige eindejaarsprogramma Donna's top 2005. Hij kwam als mannelijke laureaat uit de bus, naast Margot Derycke, en mocht de uitzendingen zowel solo als aan de zijde van onder meer Ann Reymen presenteren.
Radio Donna zette Smekens jarenlang in als vaste presentator tijdens het weekend, voornamelijk op zaterdagochtend tussen 7 en 10 uur en op zondagochtend tussen 8 en 12 uur. Na het opdoeken van de zender begin 2009, mocht hij aan de slag bij opvolger MNM. Hij was er aanvankelijk te horen op zaterdag en zondag tussen 15 en 19 uur, en vanaf het najaar 2009 steevast iedere werkdag tussen 13 en 16 uur.
In 2013 verliet Smekens na meer dan 7 jaar de VRT, het bedrijf boven Radio Donna en MNM, om aan de slag te gaan bij het commerciële omroephuis Vlaamse Media Maatschappij (nu Medialaan geheten). Hij werd per 2 september 2013 op radiozender Q-music de vaste stem van een programma tussen 4 en 6 uur 's ochtends op werkdagen, maar moest dit na enkele weken opgeven omdat hij fysiek niet aan het vroege werkritme kon wennen. Vervolgens was hij bijna een jaar lang nauwelijks op de radio te horen, op enkele vervangbeurten na.
Van september 2014 tot juni 2018 was Smekens weer een vaste presentator op Q-music. Tijdens het seizoen 2014-2015 presenteerde hij iedere zaterdag tussen 10 en 13 uur de Top 40 Hitlist en iedere zondag tussen 10 en 13 uur de iTunes Top 40. Ook maakte hij een aantal vervanguitzendingen op werkdagen. Tijdens het seizoen 2015-2016 presenteerde hij iedere zaterdag tussen 11 en 14 uur de Top 40 Hitlist en iedere zondag tussen 9 en 11 uur een normaal programma, en verving hij wederom geregeld andere presentatoren doorheen de week. In de seizoenen 2016-2017 en 2017-2018 was de Top 40 Hitlist zijn enige vaste programma, op zaterdag tussen 12 en 15 uur. Vanaf midden 2017 presenteerde hij daarnaast iedere schoolvakantiedag de ochtendshow.
In 2018 stapte Smekens over van Qmusic naar NRJ. Hij was er een jaar lang programmadirecteur en presenteerde er iedere zaterdag tussen 14 en 17 uur de NRJ Euro Hot 40.
In 2020 ging hij naar Nostalgie, waar hij opnieuw presentator werd.

## Muziek
Samen met zijn voormalige Radio Donna-collega Frederik Cornelis, is Smekens al jarenlang actief als singer-songwriter. Onder de naam ELIAS brachten ze sinds 2010 geregeld Nederlandstalige muzieksingles uit, met Smekens als zanger. In 2017 gingen ze verder onder de naam Paljaz. Daarnaast is het duo ook actief als tekstschrijvers voor andere Nederlandstalige artiesten.

## Stemmenwerk
Binnen de VRT combineerde Smekens zijn werk voor Radio Donna en MNM jarenlang met stemmenwerk voor televisie. Zo was hij een van de vaste stemmen voor de programmatrailers op Eén en sprak hij ook verscheidene reportages voor het magazine 1000 zonnen in. Sinds zijn overstap naar de Vlaamse Media Maatschappij (Medialaan) in 2013, was hij de vaste huisstem van de commerciële televisiezender VTM. Sinds 2020 doet hij dit voor VIER.

## Trivia
- Elias Smekens speelt van jongs af aan piano, gitaar en accordeon.

Huidig (anno 2023):
Ulrike D'hauwer · Liam D'hert · Dorothee Dauwe · Tom De Cock · Jana De Wilde · Vincent Fierens · Yoren Linsen · Maxine Janssens · Nils Melckenbeeck · Loore Nelen · Regi Penxten · Jolien Roets · Emma Salden · Jan Thans · Maarten Vancoillie · Matthias Vandenbulcke · Paulien Van der Jeugt · Naomi Vanderpoorten · Vincent Vangeel · Liam Van Haverbeke · Dimitri Wouters
Voormalig (2001–2023):
Dorianne Aussems (2013–2014) · Rik Boey (2010–2013, 2015–2017) · Born (2015–2017) · Herbert Bruynseels (2001–2009) · Anke Buckinx (2007–2016) · Bab Buelens (2020) · Armin van Buuren (2021–2022) · Marcia Bwarody (2013–2017) · Joren Carels (2018–2020) · Séverine Champeaux (2013–2015) · Sam De Bruyn (2015–2020) · Erwin Deckers (2001–2008) · Jolien De Greef (2015) · Anneke De Keersmaeker (2002) · Felice Dekens (2011–2022) · Frederika Del Nero (2011–2012) · Nathalie Delporte (2001–2014) · Serge De Marre (2004–2015) · Eline De Munck (2012–2014) · Bart-Jan Depraetere (2001–2019) · Dries De Vis (2019–2020) · Inge De Vogelaere (2017–2020) · Sean Dhondt (2015–2023) · Elien D'hooge (2019–2021) · Yasmina El Messaoudi (2014–2015) · Evi Geysels (2010–2018) · Elizabeth Gesels (2016) · Violette Goemans (2015–2017) · Jenno Hallaert (2012–2015) · Wine Lauwers (2011–2019) · An Lemmens (2015–2019) · Kris Mannaerts (2006–2011) · Kristin Moers (2002–2003) · Marie Monballiu (2014–2021) · Sarah Mylle (2016–2020) · Johan Notebaert (2001–2002) · Wim Oosterlinck (2006–2020) · Sven Ornelis (2001–2016) · Hans Otten (2002–2003) · Xander Peeters (2011–2013) · Astrid Philips (2011–2014) · Elke Plancke (2012–2013) · Jarne Ponet (2023) · Alexandra Potvin (2001–2009) · Jarne Rediers (2021-2023) · Kürt Rogiers (2008–2015) · Thomas Rottier (2021-2023) · Carl Schmitz (2001–2014) · Elias Smekens (2013–2018) · Kenny Smet (2006–2011) · Toon Smet (2015–2018) · Sara Steegen (2011–2012) · Kenneth Stevens (2006–2016) · Loïc Thaler (2015-2016, 2018-2022) · Shalini Van den Langenbergh (2014–2018) · Julie Van den Steen (2021) · Joke van de Velde (2013–2015) · Elke Vanelderen (2005–2006) · Arne Vanhaecke (2015–2016) · Maureen Vanherberghen (2016–2023) · Elke Van Mello (2008–2010) · Francesca Vanthielen (2001–2002) · Erika Van Tielen (2006–2008) · Heidi Van Tielen (2015–2018) · Bjorn Verhoeven (2001–2012) · Peter Verhoeven (2001–2018) · Steffi Vertriest (2013–2015) · Kristien Wollants (2018–2020)
Laatste (per 2 januari 2009):
Joyce Beullens · Tom De Cock · Sebastian Decrop · Evy Gruyaert · Johan Henneman · Mark Heyninck · Anneleen Liégeois · Kris Luyten · Caren Meynen · Dave Peters · Marc Pinte · Thibaut Renard · Ann Reymen · Ben Roelants · Benjamien Schollaert · Elias Smekens · Stijn Smets · Lotte Stevens · Ann Van Elsen · Brecht Vanmeirhaeghe · Sofie Van Moll · David Van Ooteghem
Geschiedenis (1992–2009):
Jan Bosman · Ben Crabbé · Dominique Crommen · Erwin Deckers · Steve De Coninck-De Boeck · Kevin De Geest · Leen Demaré · Bart De Prez · Margot Derycke · Marc Deschuyter · Els Ermens · Michel Follet · Anne Gies · Jeroen Gorus · Walter Grootaers · Kristof Hayen · Geert Hoste · Mark Lefever · Kristien Maes · Kris Mannaerts · Luc Mertens · Johan Notenbaert · Sven Ornelis · Jaak Pijpen · Alexandra Potvin · Katja Retsin · Fien Sabbe · Bart Saerens · Mieke Scheldeman · Cara Van der Auwera · Iris Van Impe · Birgit Van Mol · Rob Vanoudenhoven · Evert Venema · Sofie Verbruggen · Ronald Verhaegen · Peter Verhulst · Jean Vijdt · Robin Vissenaekens · Albrecht Wauters · Niels William · Yasmine